# 八木菜緒
八木 菜緒（やぎ なお、1986年4月16日 - ）は、BS11の女性アナウンサー。愛媛県今治市出身。夫は元陸上競技選手の柏原竜二。

## 経歴
- 愛媛県立今治西高等学校[3]、兵庫県立大学経済学部[4]卒業後、NHK高知放送局で情報キャスター[5]を務める。
- 2012年4月テレビ愛媛へアナウンサーとして入社、2015年3月退社。
- 2015年4月文化放送[6]へ入社する。
- 2016年1月22日に「Hello,A Brand New World!!」[7]を歌唱したCDが発売される。
- 2016年3月27日に西川文野と小尾渚沙と3人でユニット「JOQgiRl」を結成してCD「勤労感謝 to me!」[8]が発売される。
- 2018年3月末に同局を退社[9]して4月に日本BS放送へ入社し、アニメ分野のアナウンス業務やイベント企画に携わる[10]。文化放送でこれまで出演していた番組のうち、「超!A&G+」で配信する一部の番組に出演を継続している。
- 2019年4月16日に元陸上選手の柏原竜二との結婚[11][12]を公表した。
- 2020年7月26日、第1子妊娠を報告[13][14]。同年12月31日、長女を出産[15]。
- 2022年8月25日、第2子妊娠を報告。同年11月26日、次女を出産[16]。

## 人物
- アニメ視聴とアニメキャラクターのコスプレ[1][17][18]を趣味とする。漫画やアニメを好んで大学生時代にコスプレに夢中になり、仕事に就いた以降もコミックマーケットに参加するため自身のコスプレ写真集を作るなどしていた。テレビ愛媛に在局中、アナウンサーとしてコスプレを抑制する旨を社より告げられて自身も視聴者を混乱させてはならないと納得していたが、次第に「自分の好きな漫画やアニメ、ポップカルチャーを取材し、伝えられたら」と文化放送の中途採用募集に応募した[19]。
- ファンと公言する『弱虫ペダル』の作者である渡辺航をパーソナリティーに招いたラジオ番組『漫画家・渡辺航が語る～ラジオ・ツール・ド・弱虫ペダル～』（2015年12月31日放送）の演出を担当し、アシスタントとして出演した[20]。
- ニッポン放送のアナウンサー吉田尚記は「東京で漫画やアニメについてしゃべりたい、と思うきっかけになった人」で、「文化放送で仕事させていただくなかで、『よっぴーさんを超えてみたい』という気持ちも芽生えた」と語る[19]。
- アニメソングアーティストはSCANDAL、水樹奈々、supercell[21]を好む。鶏のから揚げとイカゲソを好むがコーヒーは苦手[21]とする。

## 現在の担当番組
- れい&ゆいの文化放送ホームランラジオ! - ニュースコーナー「セぽると」キャスター（超!A&G+・ニコニコ生放送、2017年 -  、2017年度は下述ライオンズナイタースタジオ担当日に出演、2018年以降はは不定期出演）
- アニゲー☆イレブン! - レポーター（BS11、2018年5月 - 、不定期）
- 報道ライブ インサイドOUT - 金曜サブキャスター（BS11、2019年1月11日 - 、2020年8月21日から出産準備の為、産休中。）

## 過去の担当番組

### BS11
- 開局11周年特別番組 スポーツの未来〜Sports Evolution〜（2018年11月11日）番組MC
- 京都紅葉生中継2018 明治浪漫あふれる秋の夕べ（2018年11月25日、KBS京都共同製作）番組進行
- BS11cup全日本eスポーツ学生選手権2018 〜僕たちのチャンピオンロード〜（2018年12月30日）総合司会

### 文化放送
- 八木菜緒の本気!アニラブ - 6期 木曜パーソナリティ、A&Gアナウンサー（超!A&G+ 2015年4月9日 - 2015年10月1日※リピート放送含む）[22]
- 放課後ライブ! 姫イド隊 - ナビゲーター、A&Gアナウンサー（超!A&G+、隔週土曜、2015年4月4日 - 12月26日）[17][23]
- くにまるジャパン（2015年4月2日 - 2016年9月29日）木曜パートナー
- 高田純次 日曜テキトォールノ - アシスタント（2015年4月5日 - 2017年4月2日）[18]
- ランチタイム ニュース - 水曜担当（2015年10月7日 - 、くにまるジャパン内）
- 文化放送ニュース - 日曜担当（2015年10月 - ）
- 漫画家・渡辺航が語る 〜ラジオ・ツール・ド・弱虫ペダル〜（2015年12月31日）
- 岩本勉のまいどスポーツ - アシスタント（2016年3月28日 - 2018年3月26日）
- ミュージック デザート - パーソナリティ（NRN裏送り番組、現在ネット局は無し。隔週で担当）[24]
- 文化放送ライオンズナイター - スタジオ担当（2016年 - 2017年）[25]
- 林家たい平 たいあん吉日!おかしら付き♪ - アシスタント（2016年4月3日 - 2018年4月1日）
- わかなカフェ - アシスタント（2017年4月8日 - 2018年4月1日）
- 〜TRUEのおもてなしラジオ〜 鶴松屋へようこそ（2017年4月9日 - 2018年4月1日）
- ダッシュ!アミーゴ1号2号（2017年10月 - 2018年3月）
- 西田あいの おしゃべり♥あいランド シーズン5（2017年10月8日 - 2018年4月1日）
- A&Gアナウンサー八木菜緒のガチ! コスラブ - 本気!アニラブ7期〜15期 金曜担当（超!A&G+ 2015年10月9日 - 2020年3月27日）
- Anison Days+（文化放送、2018年10月6日 - 2020年9月25日）

### NHK高知放送局
- こうち情報いちばん[5]
- こうち情報BOX[5]

### テレビ愛媛
- EBCニュース
- FNS27時間テレビ FNSアナウンサーがんばった歌謡大賞（2012年7月21日・22日）- 西日本予選でテレビ愛媛代表として、涼宮ハルヒコスプレでハレ晴れユカイを歌っていた。
- ふるさと絶賛バラエティ いーよ!（2013年4月 - 2015年3月）
- わがまま!気まま!旅気分テレビ愛媛女子アナが行く!しまなみ海道サイクリングの旅（2013年12月14日）

### その他の出演

#### テレビ番組
- じゅん散歩（テレビ朝日、2016年5月24日「浜松町」編）

#### テレビアニメ
- 笑ゥせぇるすまんNEW（TOKYO MX他、2017年5月29日） - 番台の美しい女性 役[26]

#### 劇場アニメ
- この世界の片隅に（2016年） - 女性アナウンサー[27]

## 制作参加作品
- 火ノ丸相撲（2018年 - 、アソシエイトプロデューサー）